# Elezioni presidenziali in Colombia del 2014
Le elezioni presidenziali in Colombia del 2014 si tennero il 25 maggio (primo turno) e il 15 giugno (secondo turno).
Esse hanno visto la vittoria di Juan Manuel Santos, sostenuto dal Partito Sociale di Unità Nazionale, che ha sconfitto Óscar Iván Zuluaga, sostenuto dal Centro Democratico. Santos è stato quindi rieletto Presidente della Colombia.

## Risultati
| Juan Manuel Santos  | Unità Nazionale (PSUN - PLC - CR) | 3 310 794  | 25,72 | 7 839 342  | 50,99 |  |  |  |
| Óscar Iván Zuluaga  | Centro Democratico                | 3 769 005  | 29,28 | 6 917 001  | 44,99 |  |  |  |
| Marta Lucía Ramírez | Partito Conservatore Colombiano   | 1 997 980  | 15,52 |            |       |  |  |  |
| Clara López Obregón | PDA - UP                          | 1 958 518  | 15,22 |            |       |  |  |  |
| Enrique Peñalosa    | Alleanza Verde                    | 1 064 758  | 8,27  |            |       |  |  |  |
| Voti in bianco      | Voti in bianco                    | 770 543    | 5,99  | 618 759    | 4,02  |  |  |  |
| Totale              | Totale                            | 12 871 598 | 100   | 15 375 102 | 100   |  |  |  |
|                     |                                   |            |       |            |       |  |  |  |
| Voti non validi     | Voti non validi                   | 350 756    | 2,65  | 443 112    | 2,80  |  |  |  |
| Votanti             | Votanti                           | 13 222 354 | 40,10 | 15 818 214 | 47,97 |  |  |  |
| Elettori            | Elettori                          | 32 975 158 |       | 32 975 158 |       |  |  |  |